# Daniel Ikpefan
Pas d'image ? Cliquez ici

a Compétitions nationales et continentales officielles uniquement.

b Matchs officiels uniquement.
Dernière mise à jour le 3 avril 2025.
Daniel Ikpefan, né le 18 octobre 1993 à Annemasse, est un joueur de rugby à XV évoluant au poste d’ailier avec Oyonnax Rugby en Pro D2.

## Carrière

### Jeunesse et formation
Daniel Ikpefan commence le rugby en 2004 au club du RC Le Môle, puis en 2006 il rejoint le RC Annemasse et enfin l'US Annecy en 2010.
Il intègre ensuite le centre de formation de l'US Oyonnax en 2011.

### Carrière en club
Daniel Ikpefan joue son premier match avec l'équipe professionnelle le 31 octobre 2015 au stade Charles-Mathon face à la Section paloise et il inscrit même le premier essai de sa carrière lors de la victoire des siens (42 à 23). Pour sa première saison, il dispute 5 matchs de Top 14 et 4 matchs de Challenge européen.
Lors de la saison 2016-2017, il évolue en Pro D2 à la suite de la relégation de l'US Oyonnax à l'issue de la saison précédente. Il dispute 16 matchs de championnat et inscrit 4 essais. A l'issue de la saison, il remporte le championnat de France de Pro D2 en 2017.
Durant la saison 2017-2018, il devient un joueur majeur du club de l'Ain en disputant 24 matchs de Top 14 et 2 matchs de Challenge européen pour 8 essais inscrits toutes compétitions confondues.
Après trois saisons où il monte en puissance à Oyonnax, le jeune rugbyman signe au RC Toulon après la relégation en Pro D2 de son club formateur.
Il dispute son premier match sous ses nouvelles couleurs lors de la première journée de la saison 2018-2019 face au Racing 92 en tant que titulaire. Lors de cette saison, il dispute 19 matchs de Top 14 et inscrit 7 essais. Ainsi que 3 matchs de Coupe d'Europe et 2 essais inscrits.
Durant les deux saisons suivantes, il rencontre plus de difficultés à s'imposer dans l'effectif toulonnais, ne jouant que 23 matchs de Top 14 et 5 matchs de Challenge européen.
En juin 2021, il rejoint la Section paloise en échange d'Atila Septar qui lui rejoint le RC Toulon.
Lors de la saison 2021-2022, il ne joue que 9 matchs de Top 14 et 2 en Challenge européen en raison de plusieurs blessures contractées tout au long de la saison et il doit se faire opérer du ménisque durant l'été 2022, ce qui lui fait manquer le début de la saison 2022-2023.
Il dispute son premier match de la saison 2022-2023 en octobre 2022 lors de la 6e journée face au Racing 92 en tant que titulaire. Durant la saison 2022-2023, il dispute 11 matchs de Top 14 et inscrit 7 essais et 2 matchs de Challenge Cup avec 1 essai face aux Dragons RFC.
À l'issue de la saison 2022-2023, il n'est pas conservé par le club béarnais.
En juin 2023, libre de tout contrat, il retourne dans son club formateur d'Oyonnax Rugby. Après une saison complète avec 17 matchs et 3 essais, il est rétrogradé en Pro D2 avec Oyonnax rugby.
En mars 2025, il est prêté jusqu'à la fin de la saison en cours au RC Narbonne en Nationale.

### Carrière en équipe nationale
En février 2017, il participe à un stage de deux jours avec l'équipe de France de rugby à sept. En mai 2017, il participe au tournoi de Londres qui marque la fin de la saison des World Rugby Sevens Series avec l'équipe de France de rugby à sept.

## Palmarès
- Champion de France de Pro D2 en 2017 avec l'US Oyonnax